# Потери США в миротворческой операции ООН в Сомали
Потери США в миротворческой операции ООН в Сомали включают в себя боевые и небоевые потери США в ходе миротворческой операции ООН в Сомали в 1992 - 1995 годы.

## История
Право на размещение войск США на территории Сомали, использование ими существующих военных баз, их модернизация и строительство новых военных объектов было предусмотрено соглашениями, подписанными между США и Сомали в начале 1980х годов (в дальнейшем, вооружённые силы США использовали одну из авиабаз Сомали).
Миротворческая операция ООН в Сомали была утверждена в апреле 1992 года и проводилась в условиях гражданской войны в стране в период с декабря 1992 года до 3 марта 1995 года. Она включала в себя два этапа - UNOSOM I (операция «Возрождение надежды»), на котором ставилась задача обеспечить безопасную доставку и распределение гуманитарной помощи и UNOSOM II (операция «Продолжение надежды»).
Вооружённые силы США принимали участие в операции на основании резолюции Совета Безопасности ООН № 794 от 3 декабря 1992 года и указа президента США Дж. Буша от 4 декабря 1992 года. Тогда же, в декабре 1992 года командованием CENTCOM было создано объединённое командование войск США в Сомали (Joint Task Force Somalia).
9 декабря 1992 года первые подразделения США высадились на побережье Сомали в районе Могадишо. Для завоевания симпатий местного населения подразделением психологических операций (PSYOPS) вооружённых сил США в Сомали была создана радиостанция "Rayo" и начато распространение листовок (всего до завершения операции было выпущено 7 млн листовок). Общая численность прибывшего в Сомали контингента США составила 25 тыс. человек.
В качестве переводчиков, для выполнения ремонтно-строительных, погрузочно-разгрузочных и иных работ использовалось местное население. При этом, некоторые категории местного персонала (в частности, водители грузовиков, перевозивших продовольствие, медикаменты и иные ценные грузы) получили право на владение и хранение огнестрельного оружия для самозащиты и охраны перевозимых грузов. Предоставлявшие право на владение оружием "синие удостоверения" выдавали "отделы военно-гражданских операций" вооружённых сил США (CMOC).
17 июня 1993 года командующий силами ООН в Сомали отдал приказ о аресте М. Айдида. Генерал-майор Уильям Ф. Гаррисон поручил выполнение этого задания спецподразделению "Дельта". Личный состав эскадрона "С" подразделения "Дельта" с оружием и снаряжением был переброшен из США в Сомали на самолётах С-5 и расквартирован в ангарах на аэродроме Могадишо.
12 июля 1993 года в Могадишо были убиты четыре сотрудника информагентств США (фотограф "Associated Press" Hansi Krauss и сотрудники информагентства "Reuters" Daniel Robert Eldon, Anthony Macharia и Hos Maina). После этого отношения между местными жителями и иностранцами ещё более осложнились.
В августе 1993 года в Сомали прибыли ещё 400 военнослужащих из элитного 75-го полка рейнджеров.
После сражения в Могадишо 3 - 4 октября 1993 года США отправили в Сомали дополнительные войска с военных баз Форт-Беннинг, Форт-Стюарт (в штате Джорджия) и Форт-Кэмпбелл: 1700 военнослужащих армии США, четыре танка, две боевые машины пехоты, 14 бронетранспортёров, семь вертолётов и два вооружённых военно-транспортных самолёта AC-130 ВВС США. Однако вслед за этим в Сомали "для поиска путей урегулирования" прибыл посол по особым поручениям США Роберт Оукли, который провёл переговоры с представителями М. Айдида. Кроме того, США официально объявили, что "не будут добиваться выполнения резолюции Совета Безопасности ООН об аресте М. Айдида".
В дальнейшем, между ООН и силами Сомалийского национального альянса генерала М. Айдида было заключено перемирие, численность военнослужащих США на территории Сомали уменьшилась - до 4 тыс. человек в конце декабря 1993 года, а их активность снизилась, они реже появлялись за периметром своих баз и даже построили специальную дорогу, чтобы избежать появления в районах Могадишо, лояльных к генералу Айдиду. Военная база США в Могадишо была укреплена (там построили 30 бункеров, соорудили заграждения из более чем 100 тыс. мешков с песком и более чем 300 км спиралей из стальной колючей проволоки).
Президент США Билл Клинтон заявил о решении досрочно прекратить участие войск США в операции в Сомали и вывести военный контингент США из страны не позднее 31 марта 1994 года.
В марте 1994 года командующий военным контингентом США генерал-майор Томас Монтгомери покинул пост заместителя командующего миротворческой операцией ООН в Сомали, его уход стал завершением прямого участия США в операции UNOSOM.
Последние военнослужащие США покинули территорию Сомали на вертолётах 25 марта 1994 года (эвакуация получила условное наименование "Operation Quickdraw"), но корабли военно-морского флота США (с военнослужащими морской пехоты на борту) оставались в территориальных водах Сомали до конца месяца.
В операции "Объединённый щит" по эвакуации войск США из Сомали были также задействованы прибывшие в страну 50 военнослужащих из состава спецподразделения SEAL военно-морских сил США (таким образом, всего за период проведения операции в Сомали в ней участвовали 28 тыс. военнослужащих США).
Вместе с США ушли военные контингенты ещё восьми государств (в том числе, Бельгии, Италии, Франции и ФРГ), это привело к свёртыванию операции (несмотря на то, что ещё 20 тысяч миротворцев ООН из других стран остались на территории Сомали).

## Сведения о потерях США в Сомали
По официальным данным ООН, потери миротворческого контингента США в операции UNOSOM составляют 30 человек погибшими.
Фактические потери США (с учётом лиц, не входивших в состав миротворческого контингента ООН в Сомали) составляют 44 человека погибшими, ещё 175 были ранены.
- 23 декабря 1992 года при подрыве автомашины на противотанковой мине погиб гражданин США Lawrence N. Freedman (изначально объявленный "гражданским сотрудником министерства обороны США"[20], но в мае 2000 года стало известно, что он являлся сотрудником отдела специальных операций Центрального разведывательного управления США)[21]
- 13 января 1993 года в районе аэропорта Могадишо попал в засаду сомалийцев патруль из 11 военнослужащих США, в результате был смертельно ранен рядовой 1-го класса морской пехоты Domingo Arroyo Jr. (позже умерший от ранений)[22]
- 25 января 1993 года выстрелом снайпера был ранен морской пехотинец Anthony David Botello (доставленный в госпиталь шведского контингента UNOSOM, но умерший от оказавшегося смертельным ранения)[23].
- 3 марта 1993 года взрывом мины был уничтожен джип HMMWV, погиб "зелёный берет", сержант 1-го класса Robert Harold Deeks Jr.[23]
- 6 марта 1993 года на футбольном стадионе Могадишо выстрелил в себя из собственного автомата M16А2 и умер военнослужащий морской пехоты William A. Rose (предположительно, в результате неосторожного обращения с оружием или в связи с желанием совершить самоубийство)[24]
- 18 марта 1993 года - находившийся в увольнительной рядовой Daniel L. Harris утонул в плавательном бассейне отеля в городе Момбаса (Кения)[19].
- 17 июня 1993 года в перестрелке с сомалийцами был ранен один военнослужащий США[25]

25 июня 1993 года в порту Могадишо сомалийцы обстреляли из гранатомётов танкер США "American Osprey", прибывший для снабжения сил ООН. В результате попадания ракет, в танкере образовалась пробоина, через которую начали вытекать нефтепродукты. Это была первая атака сомалийцев на корабли, обеспечивавшие снабжение войск ООН за всё время с начала операции.
- 8 августа 1993 года в южной части города Могадишо попал в засаду конвой ООН из 12 автомашин. После того, как джип с военнослужащими США подорвался на дистанционно управляемой мине, по колонне открыли огонь из стрелкового оружия и начали забрасывать её ручными гранатами. Потери военного контингента США составили один уничтоженный внедорожник HMMWV и четыре человека убитыми[23][27] (военнослужащие 300-й роты военной полиции США сержант Ronald N. Richerson, сержант Christopher K. Hilgert, специалист Keith D. Pearson, специалист Mark E. Gutting)[28].
- 29 августа 1993 года в ходе миномётного обстрела сомалийцами аэропорта Могадишо осколками мины были ранены пять солдат США[8]
- 8 сентября 1993 года в ходе рейда 50 "рейнджеров" на предполагаемый командный пункт генерала Айдида в Могадишо (действовавших при поддержке 12 боевых вертолётов) в перестрелке с сомалийцами были ранены два военнослужащих США[29]

9 сентября 1993 года при проведении миротворцами расчистки улиц Могадишо от заграждений и препятствий один бронированный бульдозер "Caterpillar D7 MCAP" контингента США застрял при попытке разрушить баррикаду, был оставлен экипажем - а затем оказался захвачен сомалийцами. После этого захваченный бульдозер был уничтожен ракетным ударом с вертолётов США.
- 25 сентября 1993 года выстрелом из гранатомёта был сбит вертолёт UH-60 армейской авиации США (позывной Courage 53), погибли три военнослужащих (сержант Ferdinand C. Richardson, сержант Eugene Williams и рядовой 1-го класса Matthew K. Anderson)[23]
- 30 сентября 1993 года в результате нападения акулы был ранен специалист Edward J. Nicholson (который был доставлен в госпиталь, но 6 октября 1993 года - умер от полученных ранений)[19]
- 3 - 4 октября 1993 года в ходе сражения в Могадишо были уничтожены два вертолёта MH-60L «Black Hawk» и ещё 12 единиц авиатехники получили повреждения[3], 18 военнослужащих погибли, 1 был взят в плен (пилот Майкл Дюрант, впоследствии возвращён США) и 78 были ранены[31]. В автоколонне в результате попадания из противотанкового гранатомёта и обстрела из автоматов была сожжена автомашина[32] (внедорожник HMMWV подразделения "Дельта"), ещё три попавших под обстрел HMMWV были повреждены, но сохранили способность к передвижению и доехали до военной базы США на аэродроме Могадишо[8].
- 6 октября 1993 года в результате миномётного обстрела сомалийцами военной базы США был убит сержант 1-го класса спецподразделения "Дельта" Mattew L. Rierson[23][33] и ранены 12 других военнослужащих спецподразделения "Дельта"
- 14 декабря 1993 года в ходе тренировок в стволе 81-мм миномёта взорвалась миномётная мина - в результате, погиб военнослужащий морской пехоты Jesus Perez[19].
- 14 марта 1994 года над Индийским океаном у побережья Кении потерпел катастрофу самолёт специального назначения AC-130H "Spectre" ВВС США, который вылетел из аэропорта Момбаса на территории Кении для выполнения планового полёта над территорией Сомали с целью наблюдения за выводом военного контингента США из этой страны и обеспечения его безопасности. После взлёта самолёт загорелся, и хотя экипажу удалось посадить его на воду, он затонул. Погибли восемь военнослужащих США[34].
- 20 февраля 1995 года во время подготовки операции по эвакуации войск ООН из Сомали вертолёт UH-1N морской пехоты США упал в Индийский океан в 25 милях юго-восточнее Могадишо. Из пяти находившихся на борту военнослужащих погиб сержант Justin Aaron Harris, четверо остальных были спасены из воды[35].

В перечисленные потери не включены потери среди агентов ЦРУ из местного населения, а также местного вспомогательного персонала (водителей автомашин, разнорабочих и др.), нанятых из числа сомалийцев, поскольку гражданами США они не являлись.
Сведения о потерях в авиатехнике, бронетехнике, вооружении и ином военном имуществе США являются не полными.
- за время участия в операции было потеряно несколько единиц авиатехники и автомашин[32], а также стрелковое оружие и боеприпасы[36][37].
- военные базы США были подарены командованием войск США пакистанскому контингенту UNOSOM[14], но при выводе войск США на военных базах была брошена часть имущества военного контингента (армейские сухие пайки, матрасы и др.), которое присвоили проникшие на объекты местные жители[5]

Не приведены также сведения о финансовых расходах США на участие в операции.

## Последующие события
Военно-политическое руководство США оценило опыт, полученный в ходе операции в Сомали как неудачный.
По результатам боевого применения в Сомали выпущенных с вертолётов AH-1 "Cobra" управляемых ракет TOW-2A было установлено, что их эффективность является неудовлетворительной - в восьми из 37 случаев применения ракеты не попадали в цель (в то время как по технической документации шанс промаха не должен был превышать 5%).
Опыт практического применения несмертельного оружия также оказался неудовлетворительным. В ходе операции войска США помимо слезоточивого газа CS (к этому времени применявшегося на протяжении десятилетий) использовали пять видов 40-мм гранат с зарядами несмертельного действия для отстрела из подствольных гранатомётов М203, три типа несмертельных боеприпасов для отстрела из ружей 12-го калибра, перцовый газ, ручные гранаты "Stinger grenade" с резиновыми поражающими элементами, светошумовые гранаты и два вида пены.
- 40 × 46 мм выстрелы с деревянной пулей оказались слишком дорогими (стоимость одного выстрела составляла 25 долларов США)[39]
- "Липкая пена", разработанная "Sandia National Laboratory" и предложенная в качестве средства для обездвиживания враждебно настроенных безоружных людей также оказалась неэффективной. По результатам использования липкой смеси в Сомали военнослужащими морской пехоты США было установлено, что она не может использоваться по назначению[39] (как сообщил полковник морской пехоты США A. Mazzara, в конечном итоге морские пехотинцы израсходовали полученные запасы смеси при постройке защитных сооружений - и больше эту смесь не покупали)[41].

В результате, Управление перспективных исследовательских проектов Министерства обороны США получило финансирование на разработку новых образцов оружия несмертельного действия и правил его применения.
После эвакуации военнослужащих США из контингента UNOSOM в Сомали осталось дипломатическое представительство США, охраной которого занималось переброшенное в страну спецподразделение FAST морской пехоты (помимо стрелкового оружия получившее бронированные джипы HMMWV и тяжёлое вооружение: 40-мм гранатомёты Mk.19, 66-мм гранатомёты M72 LAW, 84-мм противотанковые гранатомёты AT-4 и др.). За восемнадцать месяцев деятельности миссии потерь среди гражданского персонала и охранявших их военнослужащих США не имелось, хотя сомалийцы несколько раз обстреливали проезжавшие автомашины. Однако была потеряна одна автомашина (джип "Toyota Land Cruiser", попавший под огонь из нескольких автоматов АКМ).